# Transport Scotland
Transport Scotland è un'agenzia del governo scozzese responsabile dei trasporti. L'agenzia ha il compito di fornire un sistema di trasporto sicuro, efficiente, redditizio e sostenibile che contribuisca all'obiettivo del governo di una maggiore crescita economica sostenibile in tutta la Scozia.
L'agenzia è stata istituita il 1º gennaio 2006 dal Transport (Scotland) Act 2005 ed è guidata da un direttore che riferisce al Segretario di gabinetto per le finanze scozzese.

## Organizzazione
Lo scopo generale di Transport Scotland è sostenere e consigliare i ministri scozzesi sulla strategia e le opzioni politiche per i trasporti in Scozia e aumentare la crescita economica sostenibile attraverso lo sviluppo di progetti di trasporto nazionali.
I suoi principi di lavoro fondamentali sono:
- sforzarsi per migliorare continuamente le sue attività nella gestione dei trasporti, sia a livello nazionale che internazionale
- promuovere l'integrazione dei trasporti
- sostenere la transizione verso forme di trasporto attive e più sostenibili
- mantenere una chiara attenzione verso l'esterno sulle esigenze degli utenti dei trasporti
- lavorare in collaborazione con i fornitori di trasporti, le comunità e il governo in generale nella sua pianificazione e gestione
- fare un uso più efficiente delle risorse pubbliche e dotare il suo personale per svolgere il lavoro nel miglior modo possibile.

### Direzioni
L'agenzia è composta da otto direzioni:
- Aviazione, Marittima, Merci e Canali
- Autobus, accessibilità e viaggi attivi
- Servizi finanziari e aziendali
- Economia a basse emissioni di carbonio
- Grandi progetti
- Ferrovia
- Strade
- Strategia e analisi